# 蚊屋木間
蚊屋 木間（かや の このま）は、飛鳥時代後期の人物。姓は直のち忌寸。坂上麻豆伎の子。壬申の乱（672年）の功臣。冠位は贈直広参。

## 経歴
蚊屋氏（蚊屋直、蚊屋忌寸）は東漢氏の一族である渡来系氏族で、坂上駒子の第二子坂上糠手を祖とする。
『日本書紀』の贈位記事においてのみ現れる。持統天皇7年（693年）8月16日に、天皇は直広参の位と賻物（葬儀の際の贈り物）を蚊屋忌寸木間に贈った。壬申の年の功に対する褒賞という。この日かその直前に死んだと思われる。